# George W. Peters
George William Peters (* 3. September 1907 in Orloff, Oblast Saratow, Russland; † 24. Dezember 1988 in Fresno, Kalifornien) wirkte als Bibelschullehrer in Saskatchewan (Kanada) und als Professor für Missionswissenschaft in Dallas (USA) und Korntal-Münchingen (Baden-Württemberg). Durch seine Veröffentlichungen prägte er das Verständnis der evangelischen Missionswissenschaft maßgeblich.

## Leben und Werk
Peters wurde als jüngster Sohn einer deutschen mennonitischen Familie in der Mennonitensiedlung Am Trakt an der Wolga in Russland geboren. Am 29. November 1919 verlor er seinen Vater und viele Angehörige bei dem Massaker von Orloff. 1924 beendete er die Hochschule, reiste nach Mexiko aus und kam 1926 nach Kanada, wo er mit seiner Mutter in Saskatchewan lebte. Nach seiner Bekehrung besuchte er in Herbert bei Swift Current die Winkler Bibelschule und wurde 1932 als Evangelist und Prediger bei den Mennoniten dort tätig. Als begabter Redner wurde er 1932 Lehrer für Dogmatik, Exegese des Neuen Testamentes und Missiologie an dem kleinen Bethany Bible Institute in Hepburn bei Saskatoon. In dieser Zeit gründete er mit einem Kollegen von Bethany die Western Children’s Mission als erste organisierte Missionsbewegung der Mennonitischen Brüdergemeinden. Durch Kurse an der Universität von Saskatchewan und ein Jahr Studium am Tabor-College erhielt er seinen B.A. Neben seiner Tätigkeit als Lehrer studierte er am Northern Baptist Seminary in Elgin bei Chicago und am St. Andrews College in Saskatoon, das er mit dem Bachelor of Divinity abschloss. Nach missiologischen Studien erlangte er 1947 den Doktorgrad an der Kennedy School of Missions Hartford in Connecticut mit einer Dissertation über die Geschichte der Mennonitischen Brüdergemeinden. Von 1947 an wirkte er zunächst bis 1952 als Administrator zur Entwicklung des Studienprogrammes, danach bis 1955 als akademischer Dekan und bis 1960 als Dekan am Pacific Bible Institute (heute Fresno Pacific University) in Fresno in Kalifornien. Ab 1960 war er zunächst für zwei Jahre als Pastor in Buhler in Kansas tätig, bevor er 1962 als Professor für Missionswissenschaft am Dallas Theological Seminary in Dallas in Texas lehrte. Als Berater der Trinity Evangelical Divinity School in Deerfield in Illinois initiierte er den Start eines Promotionsprogrammes für Missiologie.
Er wirkte als Verfasser zahlreicher Artikel in Zeitschriften wie Christian Leader, Mennonite Brethren Herald und anderen und veröffentlichte als Autor viele missionswissenschaftliche Bücher.
Nach seiner Pensionierung übernahm er 1979 die Leitung des neu gegründeten "Seminars für Missionarische Fortbildung" der Arbeitsgemeinschaft Evangelikaler Missionen im Monbachtal (Bad Liebenzell), aus der später die Akademie für Weltmission in Korntal-Münchingen hervorging. 1987 gab er die Leitung ab und lebte bis zu seinem Tod bei seinen Kindern in Fresno. Ein besonderes Verdienst war sein Anstoß zur Gründung des Evangelischen Arbeitskreis für Mission, Kultur und Religion e.V. (AfeM), der von 1992 bis 2012 den George-W.-Peters-Preis für besondere wissenschaftliche Arbeiten im Rahmen der Missionswissenschaft verlieh.
Peters heiratete 1936 Susan Lepp aus Dalmeny in Saskatchewan. Das Paar hat vier Kinder.

## Veröffentlichungen (Auswahl)
- The growth of Foreign Missions in the Mennonite Brethren Church, Hillsboro, KS, 1947.
- Saturation Evangelism, Zondervan, Grand Rapids 1970.
- A Biblical Theology of Mission, Moody, Chicago 1975.
- Missionarisches Handeln und biblischer Auftrag: Eine Theologie der Mission, Verlag der Liebenzeller Mission, Bad Liebenzell 1977, ISBN 978-3-88002-033-7.
- Evangelisation: total – durchdringend – umfassend, VLM, Bad Liebenzell 1977, ISBN 978-3-88002-044-3.
- Gott ruft Mitarbeiter, auch dich!?, VLM, Bad Liebenzell 1981, ISBN 978-3-88002-137-2.
- Gemeindewachstum: Ein theologischer Grundriss, VLM, Bad Liebenzell 1982, ISBN 978-3-88002-166-2.

als Mitautor
- Bilanz und Plan: Mission an der Schwelle zum Dritten Jahrtausend, VLM, Bad Liebenzell 1988, ISBN 978-3-88002-337-6.
- Biblischer Auftrag – Missionarisches Handeln: Eine biblische Theologie der Mission, VLM, Bad Liebenzell 2005, ISBN 978-3-921113813.